# Mathis Ventillos
La Type ZM, detta Ventillos era un'autovettura di lusso prodotta tra il 1913 ed il 1914 dalla Casa automobilistica francese Mathis.

## Profilo
Lanciata nel 1913, la Type ZM era una versione speciale delle Type ZYZZ e Z. Il nome Ventillos era quello con cui la vettura era nota presso il mercato tedesco: il nome significa letteralmente "senza valvole" e lascia trasparire il tipo di motore adottato dalla vettura. Si trattava di un motore Knight con valvole a fodero, soluzione utilizzata molto per esempio dalle Panhard & Levassor dell'epoca. Il motore montato dalla Type ZM era un grosso 4 cilindri da 4396 cm³ di cilindrata, in grado di erogare 45 CV di potenza massima.
La trasmissione era a giunto cardanico con differenziale al retrotreno. L'impianto frenante agiva su di essa e sulle ruote posteriori. La frizione era a dischi multipli, la trazione era posteriore ed il cambio era a 4 marce.
La Type ZM fu tolta di produzione alla fine del 1914.